# Іван Мартін Їроус

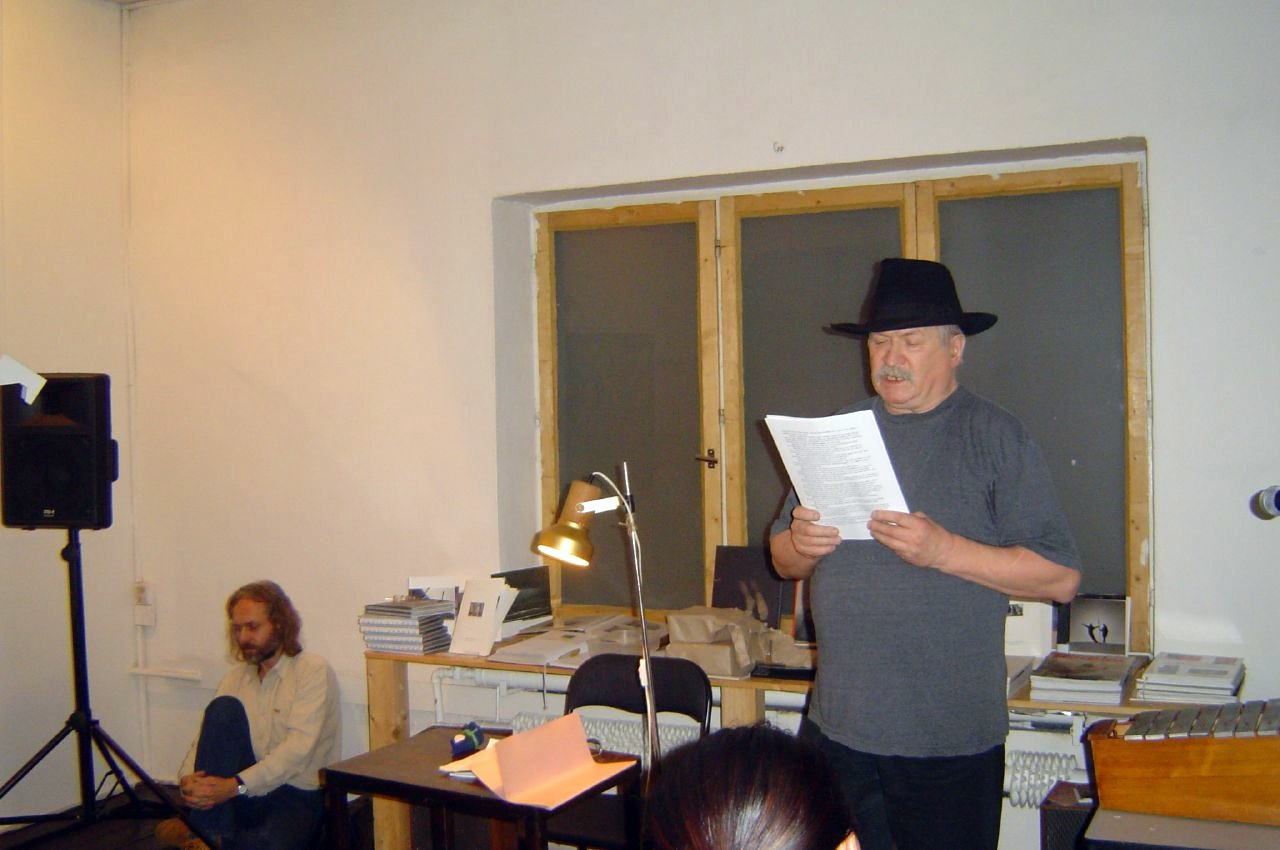
Іван Мартін Їроус в Остраві, 11 грудня 2007

І́ван Ма́ртін Ї́роус (чеськ. Ivan Martin Jirous; нар. 23 вересня 1944, Гумполець — пом. 10 листопада 2011, Прага) — чеський поет, найбільш відомий як художній керівник чеського психоделічного рок-гурт The Plastic People of the Universe, а пізніше як організатор чеського андеґраунду в часи комуністичного режиму. Його дружина Віра Їроусова (Věra Jirousová) написала велику кількість текстів до ранніх пісень The Plastics.
Здобувши освіту історика мистецтва, він не зміг працювати за спеціальністю в умовах комуністичного режиму в Чехословаччині. Відтак він приєднався до дисидентського руху. Його вкладом у рух була робота над концепцією «Паралельного Поліса» або «Другої Культури». Їроус вірив, що звичайне самовираження через твори мистецтва може в підсумку підірвати комуністичний режим.
Він був другом Вацлава Гавела, його ім'я трапляється кілька разів у Гавелових «Листах до Ольги».
Відомий також як Маґор (Magor), що означає чеською «йолоп» або «блазень».

## Галерея

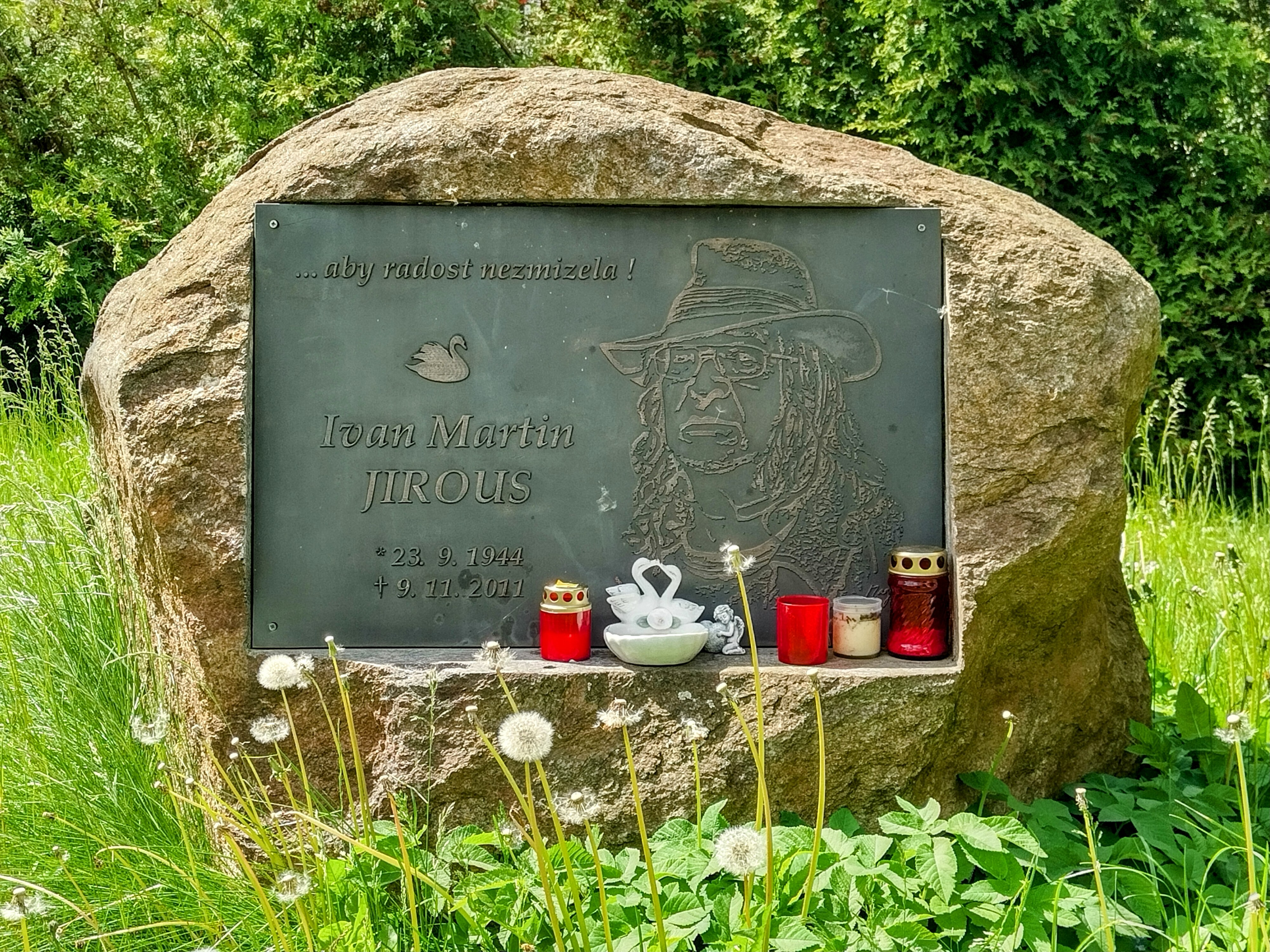
Пам'ятник І.М. Їроусу в Гумпольці